# Misérieux
Misérieux är en kommun i departementet Ain i regionen Auvergne-Rhône-Alpes i östra Frankrike. Kommunen ligger  i kantonen Reyrieux som ligger i arrondissementet Bourg-en-Bresse. Kommunens areal är 7,41 km². År 2022 hade Misérieux 2 010 invånare.

## Befolkningsutveckling
Antalet invånare i kommunen Misérieux
Referens: INSEE